# Matt Smith (skådespelare)
Matthew Robert "Matt" Smith, född 28 oktober 1982 i Northampton, Northamptonshire, är en brittisk skådespelare och filmregissör.
Smith fick sin första TV-roll år 2006, då han spelade karaktären Jim Taylor i BBC:s bearbetning av Philip Pullmans Rubinen i dimman och Skuggan från norr. År 2008 fick Matt Smith rollen som den elfte doktorn i den brittiska TV-serien Doctor Who, där han först framträdde i avsnittet The End of Time, del 2 den 1 januari 2010 och han lämnade serien efter julspecialen i december 2013.
År 2011 blev han nominerad till en BAFTA i kategorin Best Actor för sin roll i Doctor Who.

## Biografi
Smith är född och uppvuxen i Northampton, Northamptonshire. Han gick i skolan på Northamptons skola för pojkar. Han hade planerat att bli professionell fotbollsspelare, efter att ha spelat i ett ungdomslag för Northampton Town, Nottingham Forest och Leicester City. Efter en allvarlig ryggskada, introducerade hans dramalärare honom för skådespeleri genom att registrera honom som den tionde jurymedlemmen i en teateranpassning av Twelve Angry Men utan hans samtycke. Trots att Smith deltog i pjäsen, vägrade han att delta i en dramafestival som hans lärare hade också skrivit in honom på. Hans dramalärare fortsatte att envisas, och övertalade till slut honom att gå med i National Youth Theatre i London.
Efter skolan studerade Smith drama och kreativt skrivande vid University of East Anglia och tog examen 2005. Hans första teaterroller som en del av National Youth Theatre var som Thomas Becket i Mordet i katedralen och som Basoon i The Master and Margarita. Hans roll i den senare gjorde så att han fick en agent och hans första professionella jobb, Fresh Kills och On the Shore of the Wide World.

## Filmografi

### TV
| År              | Titel                       | Roll               | Noteringar                                |
| --------------- | --------------------------- | ------------------ | ----------------------------------------- |
| 2007            | Party Animals               | Danny Foster       | 8 avsnitt                                 |
| 2007            | Secret Diary of a Call Girl | Tim                | 1 avsnitt                                 |
| 2007            | The Street                  | Ian Hanley         | 2 avsnitt                                 |
| 2009            | Moses Jones                 | DS Dan Twentyman   | 3 avsnitt                                 |
| 2010            | The Sarah Jane Adventures   | The Doctor         | 2 avsnitt                                 |
| 2010–2013, 2014 | Doctor Who                  | Doktorn            | Säsong 5–7 (48 avsnitt), Säsong 8 (Cameo) |
| 2016–2017       | The Crown                   | Philip Mountbatten | 20 avsnitt                                |
| 2022            | House of the Dragon         | Daemon Targaryen   |                                           |

### Film
| År   | Titel                           | Roll                  | Noteringar    |
| ---- | ------------------------------- | --------------------- | ------------- |
| 2006 | The Ruby in the Smoke           | Jim Taylor            |               |
| 2007 | In Bruges                       | Unga Harry            | Deleted scene |
| 2007 | The Shadow in the North         | Jim Taylor            |               |
| 2009 | Together                        | Rob                   | Kortfilm      |
| 2010 | Womb                            | Thomas                |               |
| 2011 | Christopher and His Kind        | Christopher Isherwood |               |
| 2012 | Bert and Dickie                 | Bert Bushnell         |               |
| 2014 | How to Catch a Monster          | Bully                 |               |
| 2015 | Terminator: Genisys             |                       |               |
| 2016 | Pride and Prejudice and Zombies | Parson Collins        |               |
| 2022 | Morbius                         | Milo                  |               |

### Teater
| År        | Titel                          | Roll             | Teater                                |
| --------- | ------------------------------ | ---------------- | ------------------------------------- |
| 2003      | Mordet i katedralen            | Thomas Becket    | National Youth Theatre                |
| 2004      | The Master and Margarita       | Basoon           | Lyric Hammersmith                     |
| 2004      | Fresh Kills                    | Arnold           | Royal Court Theatre Upstairs          |
| 2005      | On the Shore of the Wide World | Paul Danzinger   | Royal Exchange Royal National Theatre |
| 2005-2006 | The History Boys               | Lockwood         | Royal National Theatre                |
| 2006      | Burn/Chatroom/Citizenship      | Tom/William/Gary | Royal National Theatre                |
| 2007      | That Face                      | Henry            | Royal Court Theatre Upstairs          |
| 2007-2008 | Swimming with Sharks           | Guy              | Vaudeville Theatre                    |
| 2008      | That Face                      | Henry            | Duke of York's Theatre                |
| 2013-2014 | American Psycho                | Patrick Bateman  | Almeida Theatre                       |